# Mafara (Guinée)
Mafara est une ville et une sous-préfecture de Guinée, rattachée à la préfecture de Dalaba et la région de Mamou. 

## Population
En 2016, la localité comptait 8 751 habitants.